# Bảo tàng dân tộc học Quốc gia

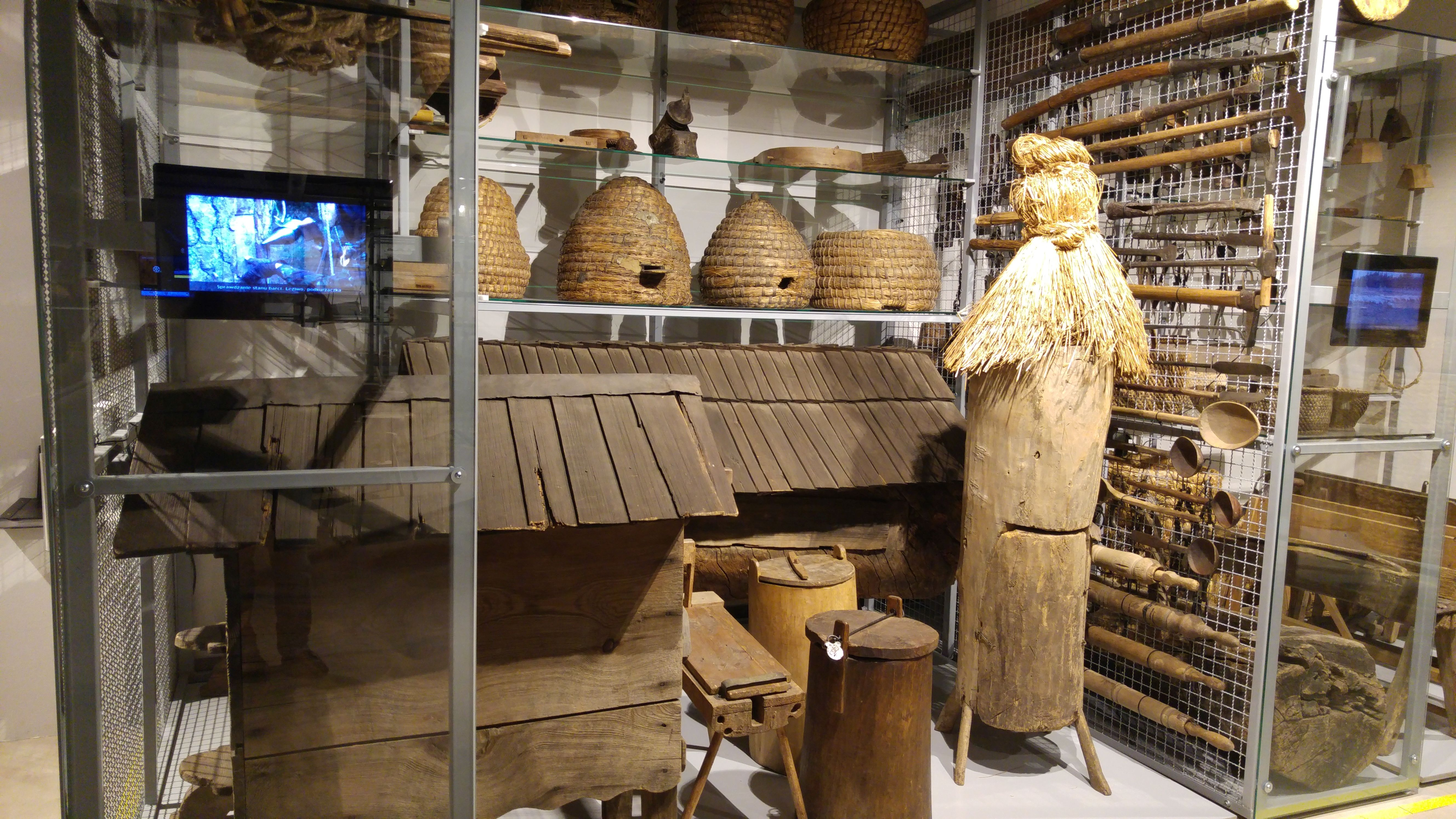
Trật tự của vạn vật. Nhà kho của Piotr Szacki.

Bảo tàng Dân tộc học Quốc gia (tiếng Ba Lan: Państwowe Muzeum Etnograficzne w Warszawie) là một bảo tàng dân tộc học ở Warsaw, Ba Lan. Nó được thành lập vào năm 1888.

## Bộ sưu tập và triển lãm
Bộ sưu tập được tạo thành từ các đồ vật, nghệ thuật dân gian, trang phục, thủ công, điêu khắc, tranh vẽ và nghệ thuật khác từ Ba Lan, Châu Âu, Châu Phi, Úc, Châu Đại Dương và Latin và Nam Mỹ. 

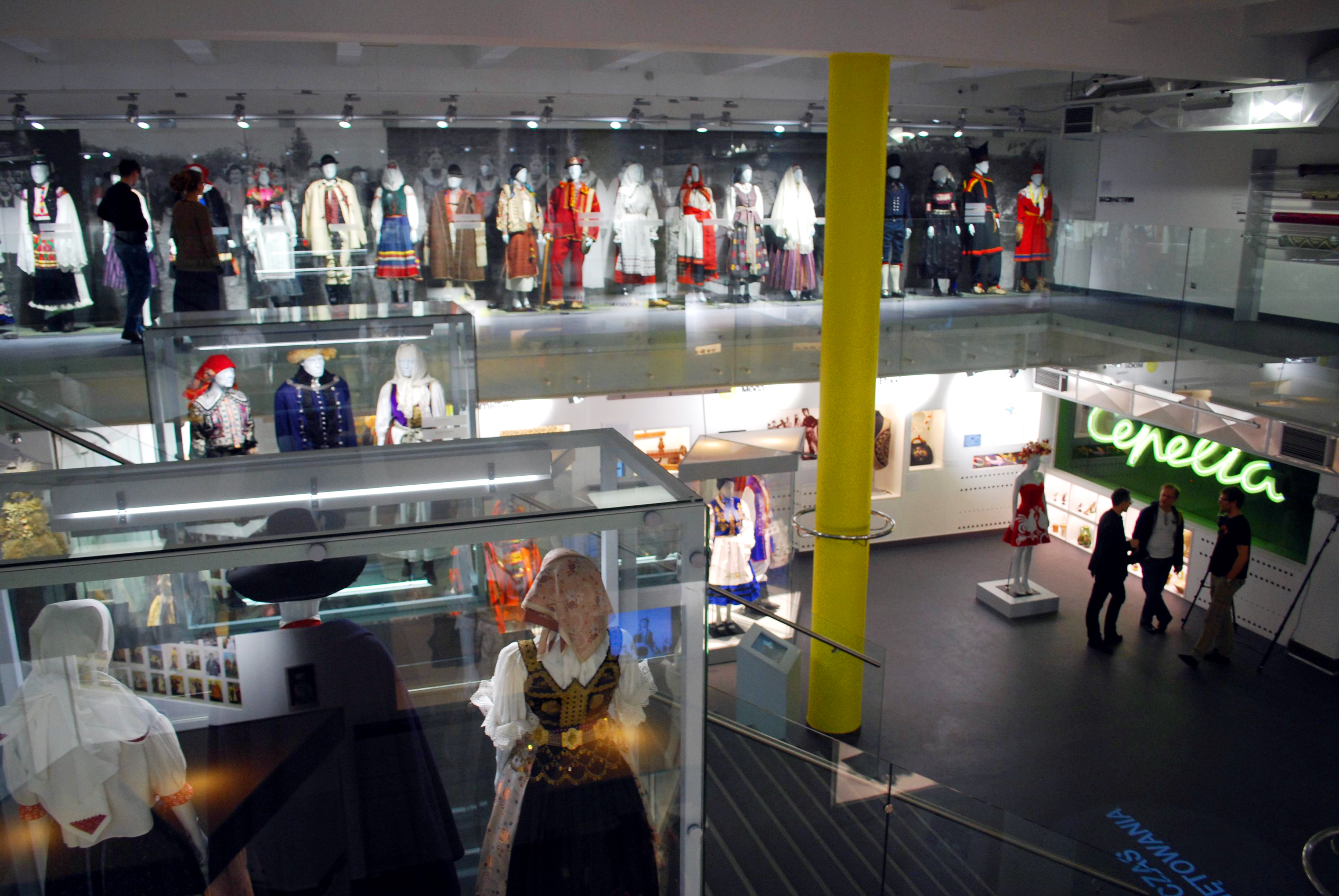
Bảo tàng Dân tộc học Quốc gia tại Warsaw - Triển lãm thường trực trang phục dân gian Ba Lan

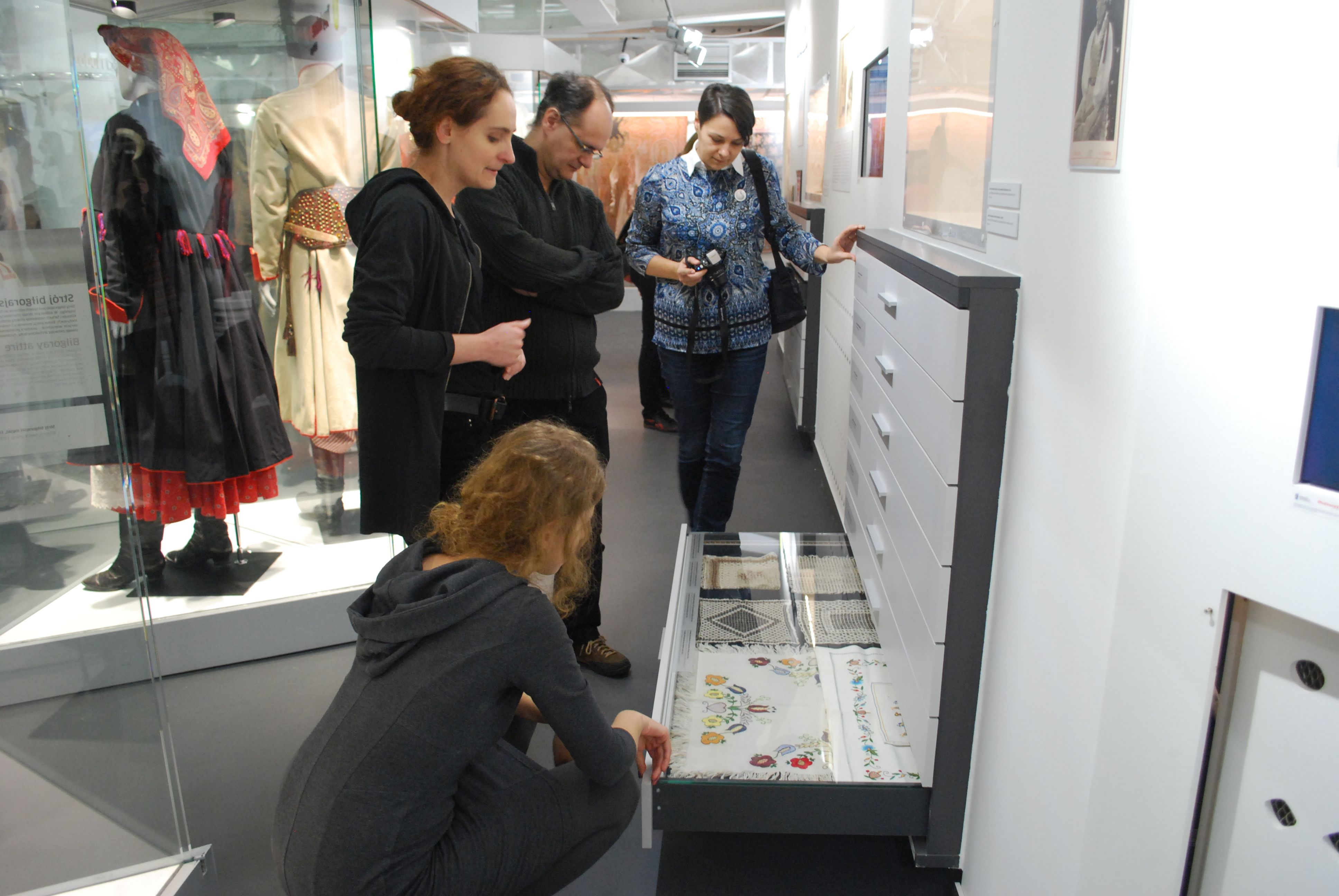
Bảo tàng Dân tộc học Quốc gia, Warsaw

Bảo tàng có một triển lãm thường trực, một thư viện (khoảng 26 000 tập), Xưởng ghi hình và phim ảnh và Kho lưu trữ trung tâm cho các bộ sưu tập của bảo tàng; nó tạo ra các triển lãm tạm thời, các dự án nghiên cứu và các ấn phẩm.
Bộ sưu tập Ba Lan bao gồm khoảng 13500 tác phẩm trong bộ sưu tập thường trực và hơn 1000 hiện vật trong các khoản tiền gửi.
Các triển lãm thường trực được trình bày bên trong bảo tàng là:
- Người bình thường - Người phi thường. Bộ sưu tập hấp dẫn của Bảo tàng Dân tộc học. Triển lãm kỷ niệm 120 năm của Bảo tàng
- Thời gian kỷ niệm trong văn hóa Ba Lan và châu Âu
- Trật tự của vạn vật. Kho của Piotr B. Szacki

## Các phòng ban
Bảo tàng được quản lý bởi một giám đốc và nó được tổ chức thành các bộ phận dân tộc học Ba Lan và châu Âu, dân tộc học ngoài châu Âu, giáo dục người lớn, Bảo tàng trẻ em, giáo dục, truyền thông và tiếp thị, ấn phẩm, tài liệu lưu trữ và hồ sơ ảnh và phim, kế toán và tài chính, nhân sự, hành chính và kỹ thuật, hàng tồn kho và bảo tồn.
Bảo tàng đã xuất bản tạp chí riêng của mình, "Zeszyty Muzealne", từ những năm 1960 đến đầu những năm 1980; vào tháng 10 năm 2009, nó đã bắt đầu một tạp chí hàng quý mới gọi là "Etnografia Nowa" ["Dân tộc học mới"]. Năm 2011, bảo tàng đã nhận được tài trợ để cải tạo tòa nhà và tạo ra một bảo tàng dân tộc học trẻ em trong các bức tường của nó.